# طابع فتى الإسكندرية الأزرق
طابع "الفتى الأزرق" المؤقت لمدير بريد الإسكندرية، أو "فتى الإسكندرية الأزرق"، هو طابع بريد نادر من طوابع طبعت في الإسكندرية بولاية فيرجينيا (التي كانت آنذاك جزءًا من مقاطعة كولومبيا) في عام 1847. هناك سبعة نماذج معروفة من طوابع الإسكندرية المؤقتة، ومع ذلك فإن طابع الفتى الأزرق هو النسخة الوحيدة المطبوعة على ورق أزرق. أما النسخ الستة الأخرى منهُ فقد طُبعت على ورق برتقالي اللون. ولا يزال الفتى الأزرق ملصقًا على مظروفه الأصلي، وقد بيع بمبلغ 1.18 مليون دولار في عام 2019، وهو من بين أعلى الأسعار المعروفة التي دفعت مقابل قطعة من طوابع البريد.

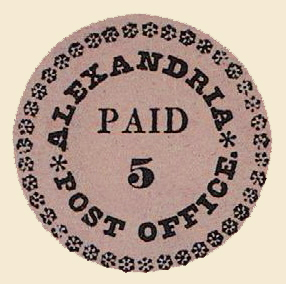
النوع الثاني من الطابع (39 وردة بدلاً من 40 وردة على "الفتى الأزرق").

## نبذة تاريخية
صيغ قانون 3 مارس 1845، الفصل 43، 2 Stat. 732 لأجل توحيد أسعار البريد في الولايات المتحدة. ومع ذلك، لم يأذن الكونغرس الأمريكي لمكتب بريد الولايات المتحدة بإصدار طوابع بريدية لدفع هذه الأسعار مسبقًا. ورداً على ذلك، أصدر مديرو البريد المحليون في إحدى عشرة بلدية طوابع بريد خاصة بهم بين عامي 1845 و1847. عُرفت هذه الطوابع باسم طوابع البريد المؤقتة.
على الرغم من حظر استخدام الطوابع المؤقتة رسميًا بعد إدخال نظام الطوابع الوطنية في 1 يوليو 1847، إلا أنه استمر بشكل متقطع، كما في حالة الفتى الأزرق.
خلال فترة استخدام طوابع الإسكندرية المؤقتة، كانت المدينة في طور الانتقال من مقاطعة كولومبيا إلى كومنولث فيرجينيا، وهي عملية انتهت في 13 مارس 1847.

## الانتاج
أُصدرت طوابع الإسكندرية المؤقتة تحت إشراف مدير بريد المدينة، دانيال برايان. حيث طُبعت الطوابع على الأرجح باستخدام معدات طباعة من جريدة الإسكندرية غازيت المحلية.
طُبعت الطوابع المؤقتة في أزواج من نموذج مطبوع أنتج صورتين غير متطابقتين تماماً، وقد صنفهما خبراء الطوابع على أنهما من النوع الأول والنوع الثاني. كان الفتى الأزرق هو أحد الطوابع الأربعة الباقية من النوع الأول؛ ولا يُعرف سوى ثلاثة نماذج فقط من النوع الثاني. ويتطابق كلا النوعين مع نفس التصميم الدائري العام، الذي يقدم حافة خارجية من الوريدات تحيط بحلقة أصغر من النص: "الإسكندرية "* مكتب البريد. *"؛ وفي وسط الطابع، توجد كلمة "PAID" أفقية في وسط الطابع، وأسفلها الرقم "5". ومع ذلك، في حين أن النوع الأول يحتوي على أربعين وريدة، فإن تسعة وثلاثين فقط تظهر على النوع الثاني - الذي يختلف عن النوع الأول في تباعد الحروف والعلامات النجمية. يشير إنتاج النماذج التي تحتوي على ورديتين في كل مرة إلى أنه لا بد أن يكون هناك على الأقل نوع واحد من النوع الثاني من النوع الأزرق كان موجوداً في السابق.

## الغلاف

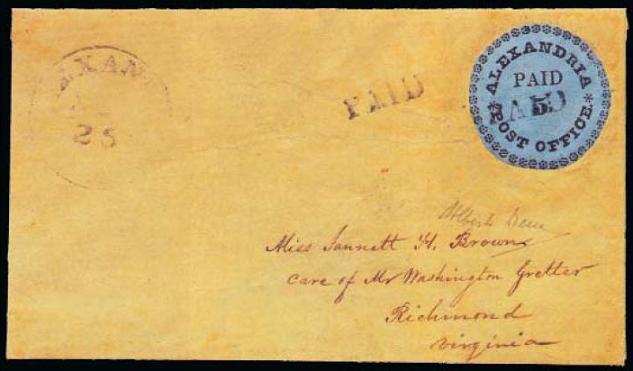
غلاف المظروف لطابع الإسكندرية "الفتى الأزرق"

لا يوجد سوى نسخة واحدة معروفة من "الفتى الأزرق" من الإسكندرية. وهي لا تزال مرفقة بالظرف الذي أُرسلت عليه في الأصل، وقد أُلغي بختم يدوي مكتوب عليه "PAID". الظرف موجه إلى جانيت هوف براون وأرسله ابن عمها الثاني جيمس والاس هوف في 24 نوفمبر 1847. كان هوف يتودد سراً إلى براون، وفي أسفل الرسالة أوعز لها في أسفل الرسالة بأن "تحترق كالمعتاد". تزوج الزوجان في النهاية وأنجبا ثلاثة أطفال.
أعيد اكتشاف الطابع من قبل ابنة الزوج في عام 1907. وفي نفس العام، قيل إن جامع التحف البارز جورج ورثينغتون حصل على الظرف مقابل 3,000 دولار أمريكي. وظل الخطاب ضمن أوراق العائلة. ومنذ ذلك الحين، تغيرت ملكية الظرف عدة مرات، وكان من بين مالكيه ألفريد ه. كاسباري وجوزيا ك. ليلي الابن.
في عام 1981، حصل أحد هواة جمع الطوابع على الظرف من خلال بائع الطوابع بالمزاد العلني لهاوي جمع الطوابع ديفيد فيلدمان مقابل مليون دولار، وهو رقم قياسي في ذلك الوقت.
في قائمة فهرس سكوت لعام 2013 الخاصة بالفتى الأزرق، تظهر شرطة في عمود القيمة بدلاً من الرقم: إشارة إلى أن المعلومات غير متوفرة أو غير كافية لتحديد قيمة الطابع المفهرسة بالجدول.
حصلت آخر عملية بيع مسجلة للغلاف في عام 2019. وقد بيع في مزاد علني من خلال H.R. Harmer وحقق مبلغ 1.18 مليون دولار.
وبالنظر إلى أن طابع الفتى الأزرق كان إصدارًا مؤقتًا ومحليًا - وليس إصدارًا عاديًا ووطنيًا - فهناك مجال للخلاف حول ما إذا كان يستحق تمامًا وضعهُ في فئة النخبة من طوابع البريد الفريدة من نوعها إلى جانب طابعي ثلاثة سكيلينج الأصفر السويدي وسنت واحد أرجواني من غيانا البريطانية.

## روابط خارجية
- The "Primitives": USA Postmaster Provisionals ديفيد فيلدمان (طوابعي)[الإنجليزية]